# Amsacta moloneyi
Amsacta moloneyi là một loài bướm đêm thuộc phân họ Arctiinae, họ Erebidae.